# 人增一

人增一在狐狸座中的位置

人增一（狐狸座33），又名BD+21 4424，HD 199697、SAO 89332、HR 8032，是狐狸座的一颗恒星，视星等为5.31，位于銀經68.36，銀緯-15.04，其B1900.0坐标为赤經20h 53m 48s，赤緯+21° -15.04′ 21″。